# Ellend
Ellend (horvátul: Elen, Lenda, németül: Elend) község Baranya vármegyében, a Pécsi járásban. 1940-ben, itt került elő az ellendi fibula néven ismert országos jelentőségű régészeti lelet. Keletre a „Németrétek”, – nyugatra az egykori pusztához tartozó „Borsós” dűlő található. A földosztásig ez a terület ellendi puszta néven az „Egyetemi-alap”-hoz tartozott, itt, az egykori major helyén ma jelentős lótenyésztés folyik. A községet kettészelő „Gyöngyös-patak” egykor négy vízimalmot hajtott. Ezek közül a falu előtti „Noch–malom” az 1800-as években még őrölt, épülete ma is áll, mint családi ház.

## Elnevezései
Horvátul a település neve két alakban ismert: a belvárdgyulaiak által használt Elen, és a marázaiak által használt Lenda.

## Fekvése
Pécs központjától mintegy 16 kilométerre fekszik kelet-délkeleti irányban. A szomszédos települések: észak felől Pereked, északkelet felől Berkesd, dél felől Hásságy, délnyugat felől Magyarsarlós, nyugat felől Nagykozár, északnyugat felől pedig Romonya; közúti kapcsolata csak Hássággyal és Romonyával van.

### Megközelítése
A településen végighúzódik, annak főutcájaként az 5611-es út, ezen érhető el Pécs keleti része és a 6-os főút, illetve az 57-es főút felől is. Pécs irányából érkezve, a romonyai domb lábánál – a környékbeliek elnevezése szerint a „Nagynyárfánál” – éri el az utazó a község határát.

## Nevének eredete
A krónikák szerint a település neve egy az Óváriak ellen indított perből ered. A község egy részét várjobbágyok perelték Óváriak ellen. 1311-ben a település az Óváriak birtoka lett. 1564-ben Geszti Ferenc, 1574-ben Henyei Miklós lett a falu birtokosa. Az Ellend helységnevet először egy 1407. március 2-án kelt oklevél említi. A Pécsváradi konvent előtt megjelent János kozári jobbágy és az Ellendben lakó Gergely kilenc dénár-márkáért adták el szőlőjüket a konvent jobbágyainak. Említést érdemel még, de nem dokumentum értékű "Az aranyhorda" című regény, mely a tatárjárás előtt, mint a Tétény-nembeli Markus tulajdonaként említi Ellend, Berkesd, Kátoly, Szellő és Hásságy községeket.

## Története
A Gyöngyös és a Hódós patak közt, a mai községtől északra volt a település elődje, a Geresd nevű Árpád-kori település. Két nemesi család és baranyai várjobbágyok lakták, első ismert birtokosa Geresdi Tamás vármegyei nemes volt. A község lakossága az 1300-as évek elején költözhetett a mai helyére.
Az 1600-as évek végéig nem része a pécsváradi apátságnak, néha püspöki, de többnyire királyi birtok. A török kiűzése után pereskedett érte a pécsi püspök és a pécsváradi apát is. Ennek eredményeként a pécsváradi apátság jobbágyközségei közé került, egészen az apátság végleges megszűnéséig. 1773-ban Mária Terézia a község egy részét, (ellendi puszta) az Egyetemi Alaphoz csatolja. A királyi kamara sajátjaként kezelte, és 1785-től a Fekete erdő környékéről német jobbágyokat (6 család) telepített be akik a terület egy részén (Németföldek, Németrét) kaptak szántót és rétet. Utcájuk a mai Kossuth út, régebben „Németutca”). A szájhagyomány szerint a Bencevölgyben, bencés kolostor állott, ami bizonyára túlzás, de az építőanyag-maradványok alapján feltételezhető, hogy részbirtokuk és épületük is volt itt. Közelítően 1700-ig a hásságyi, majd a berkesdi, plébániához tartozott.
A község központjában, a Petőfi középső részén találhatók a régi és az újabb középületek. Az iskolaépületben 1810-ben már tanítás folyt. Ma a volt tanterem házasságkötő terem, a régi „mester-lakást”, ha nincs lakodalom, „kulcsos-házként” a Pécsi Berekkör használatába került. A templomot 1893-ban építette Resch Ferenc zengővárkonyi építőmester, a templomfestést Gebauer Ernő festő-művész, orgonáját Angster József készítette. Faszobrait (Tiroliak) 1971-ben lebontották. A község villamosítása 1928-ban, a kövesút 1943-ban készült el.
A templomtól nyugatra érhető el az egykori Német utca (ma Kossuth út), mely az 1775-től Bajorországból betelepülő németek elsődleges lakóhelye volt. A községből senkit nem telepítettek ki. A környékről több német család talált menedéket itt. Szőlőhegyi zártkertekhez aszfaltozott út vezet, a présházak nagy része villamosított, így a hagyományos szőlő és gyümölcstermesztés mellett egyre inkább a hobbikert, a hétvégi telek, a nyaraló funkció erősödik. A tulajdonosok döntő többsége ma már vidéki. A pécsi tulajdonosok mellett egyre több a külföldi és a belföldi érdeklődő. A község határában, 1972-ben a "hodosi" részen, 92C°-os talphőmérsékletű termál kutat fúrtak. Hasznosítása, befektető hiányában még nem kezdődött el. A település déli részén nyílik a Temető út, s az ehhez tartozó házi-kertek jelölik a belterület déli határát. Ettől délre a patak mentén, az országút mellett 12,7 hektáros vízfelülettel horgász és halastavak épültek. A déli határ közelében levő "Kiss-malom" az ötvenes évek elején még őrölt. Épülete gazdára vár, berendezéseinek egy része még megtalálható.
2010-ben új játszótér került átadásra, állandó helytörténeti kiállítás kapott helyet a volt tejcsarnok épületében. A helytörténeti múzeum azóta is zárva áll és látogatókat nem fogad.
2012-ben a község testvérkapcsolatba lépett az erdélyi Ojtoz községgel.

## Közélete

### Polgármesterei
- 1990–1994: Hornung György (független)[6]
- 1994–1998: Hornung György (független)[7]
- 1998–2002: Hornung György (független)[8]
- 2002–2006: Hornung György (független)[9]
- 2006–2010: Ott Mihályné (független)[10]
- 2010–2014: Ott Mihályné (független)[11]
- 2014–2019: Ott Mihályné (független)[12]
- 2019–2024: Ott Mihályné (független)[13]
- 2024– : Hafner Csaba (független)[1]

## Népesség
A település népességének változása:
| Lakosok száma | 196  | 195  | 185  | 177  | 195  | 226  | 214  | 212  |
|               | 2013 | 2014 | 2015 | 2019 | 2021 | 2022 | 2023 | 2024 |

A 2011-es népszámlálás során a lakosok 85,9%-a magyarnak, 0,5% cigánynak, 0,5% horvátnak, 6,8% németnek, 1% szerbnek mondta magát (13,6% nem nyilatkozott; a kettős identitások miatt a végösszeg nagyobb lehet 100%-nál). A vallási megoszlás a következő volt: római katolikus 50,5%, református 0,5%, evangélikus 1,5%, felekezeten kívüli 21,4% (25,7% nem nyilatkozott).
2022-ben a lakosság 92,9%-a vallotta magát magyarnak, 3,5% németnek, 2,7% cigánynak, 1,3% horvátnak, 0,4% lengyelnek, 0,4% ruszinnak, 0,9% egyéb, nem hazai nemzetiségűnek (7,1% nem nyilatkozott; a kettős identitások miatt a végösszeg nagyobb lehet 100%-nál). Vallásuk szerint 31,4% volt római katolikus, 1,8% református, 0,4% evangélikus, 0,9% egyéb keresztény, 0,4% egyéb katolikus, 18,1% felekezeten kívüli (46,5% nem válaszolt).